# WEST-SIDE TOKYO
『WESTSIDE TOKYO』(ウエストサイド・トウキョウ)は、山梨県のラジオ局であるFM FUJIで、2009年4月4日から毎週土曜日の午前6時から生放送されている現在も放送中のラジオ番組である。
タイトルに『TOKYO』とあるものの、タイトル全体で『東京の西側』という意味であるので番組は全編に渡って山梨県甲府市のFM FUJI本社スタジオから放送を行っている。
木河は同時間帯の『BRAND-NEW FREEDOM』降板後、『FULL UP RADIO "フルラジ"』（DJ：伊達淳彦）が1年間放送した後に再登板という形で本番組が放送開始された。
番組開始時から長らく土曜日と日曜日に放送されていたが、2021年4月の改編で日曜日の放送を廃止し、土曜日のみの放送に一本化された。

## 特色
木河がかつて担当していたBRAND-NEW FREEDOMに引き続き、日本で唯一のノン・フォーマット(NON-FORMAT)の番組として、リスナー自身が番組作りに直接参加できるユニークな番組進行をしている。木河は放送内で「メイキングレディオ」と称して、番組への参加を呼びかけている。
リスナーをリスナースタッフと呼び、e-mailやXなどでリクエストや企画・メッセージを募り、時として逆電DJ登場として実際にリスナーを生番組に登場させることもある。なお、電話インタビュー等で電話を繋ぐ時は必ずといっていいほど「〇〇さんと回線が繋がっている」と表現する。
Xでのプレゼント応募は個人情報の関係で対象外にしている。また、FM FUJIの他の番組ではあまり行われていないハガキでも受け付けている。
毎時の時報明けには木河が「Goooooooooooooood morning!!」と叫ぶ。その模様は番組のXで公開されることがある。

## パーソナリティ
木河淳 (DJ Bobby)がパーソナリティーを担当。

## 放送時間
- 土曜日
  - 6:00 - 10:41（2021年4月3日 - ）

### 過去の放送時間
- 土曜日
  - 6:00 - 9:25（ - 2020年6月27日・2020年8月29日・2020年10月3日 - 2021年3月27日）
  - 6:00 - 10:00（2020年7月4日 - 2020年8月22日・2020年9月5日 - 2020年9月26日）
- 日曜日
  - 6:00 - 8:30（ - 2021年3月28日）

## コーナー
現在のコーナー
すべて土曜日に放送されている。
- やったぜ！一発目リクエスト！
  - 当日の1曲目をリスナースタッフからのリクエストで決める。日曜日にも放送されていたときも1曲目をリスナースタッフからのリクエストで決めていた。
- AI NEWS
  - 6:30頃に放送される。2021年4月にスタートした。AIアナウンサーの「みらいちゃん」が登場し、この時間に入っているニュースを伝える。みらいちゃんもコーナー冒頭の挨拶で木河のように「Goooooooooooooood morning!!」と挨拶をする。
- JAM THE SPORTS!
  - 7:05すぎに放送。最新のスポーツトピックスを木河のコメントともに伝える。
- Safety Drive Plus
  - 8:00の時報後に放送される中日本高速道路（NEXCO中日本）提供のコーナー。毎週週替わりで様々なテーマを設けて高速道路を使ったドライブプランや高速道路に関する疑問、サービスエリア・パーキングエリアのオススメグルメなど、高速道路にまつわる情報を伝える。ドライブスポットを紹介する際は中央自動車道八王子インターチェンジから出発する想定でルートなどを紹介する。
- #キガワのイチオシ
  - 木河が気になる音楽を伝える。毎月最終週は隔月でロサンゼルスとロンドンに電話を繋いで現地の最新音楽情報を伝える。
- The Entertainment Car
  - 9:35頃から始まるコーナー（2021年3月までは土曜日の7:45頃から放送されていた）。自動車（二輪車も含む）にかかわるトピックスを送る。番組スタッフと木河が新型車試乗の時に収録してきたものをレポートとして送る時もある。毎月最終土曜日には車評論家の両角岳彦が電話出演しているが、大抵は外出先からの出演となる事が多く、不定期で甲府のFM FUJIのスタジオへ生出演する時もある。

過去のコーナー
- I'm "アナロギスト" 
  - 木河がおススメな洋楽アナログレコード一枚を紹介・解説するコーナー。2021年の番組改編時に日曜日7時10分頃のMusic Terminal内のコーナー「ジェイ・プルーフpresents I'mアナロギスト！」となっている。
- The"温泉"SEEKER
  - 毎週日曜日に温泉好きである木河が、リスナー・スタッフの皆さんで捜そうというThe"温泉"SEEKERのコーナー。WEST-SIDEエリア（山梨県）の温泉が対象。温ソムXから紹介（指示）された温泉に木河自身が実際に入湯し感想を述べる。[1]
- Get Horseのコーナー!!!(競馬コーナー)
  - 『BRAND-NEW FREEDOM』に引き続き行われているコーナー。毎週日曜日に競馬ライターの加藤正樹（万馬券ドクターK）と電話をつなぎ、メインレースの予想を行っている。加藤の予想は「斬れば来るの法則」と木河が名づけたほどで、加藤の推奨馬は失速し、斬り捨てた馬が勝つことが非常に多い。[2] リスナー・スタッフからは、「キレクルのコーナーへ…」とメッセージが送られてくる時もある。
- F-1 表彰台当てクイズ
  - 『BRAND-NEW FREEDOM』に引き続き行われているコーナー。F-1 のシーズン中だけ行われる、車好きの木河というにはふさわしいコーナーであったといえる。各グランプリの表彰台に上がる 1着、2着、3着をすべて予想して、e-mailやFAXでエントリーする方式。予想が当たった人の中から抽選で1名にプレゼントが貰えるため、毎回多くのエントリーがある。シーズン終了後にプレゼント発送されるが、賞品は全て番組スタッフが自腹で用意している。